# Paul De Keersmaeker
Paul, Baron De Keersmaeker (n. 14 iulie 1929, Kobbegem⁠(d), Asse, Flandra, Belgia – d. 16 decembrie 2022) a fost un om de afaceri și politician belgian, președinte al PA Europa.

## Educație
De Keersmaeker a obținut un doctorat în drept și o diplomă de licență ca notar la Katholieke Universiteit Leuven.

## Carieră
De Keersmaeker și-a început cariera profesională ca manager al fabricii de bere al familiei De Keersmaeker NV din Kobbegem. Din 1959 până în 1985 a fost primar al orașului Kobbegem/Asse⁠(d), iar din 1968 până în 1992 a fost membru al Parlamentului Belgian. Din 1974 până în 1981 a fost membru al Parlamentului European, iar din 1981 până în 1992 membru al Guvernului Federal Belgian în calitate de secretar de stat pentru afaceri europene și agricultură.
S-a alăturat companiei Interbrew ca membru al Consiliului în 1992 și a fost numit președinte în 1994.  În plus, a fost președinte al Domo, Nestlé Belgilux și WDP și vicepreședinte al Euler-Cobac și director al Tractebel, Iris și Afinia Plastics.
Când mandatul său de președinte al Interbrew a expirat în aprilie 2001, a fost numit președinte de onoare. A fost, de asemenea, președinte de onoare al KBC Bank, al Federației Industriei Alimentare și al Confederației Berarilor Belgieni.
Între 1992 și 1998, De Keersmaeker a fost președintele al Confederației Berarilor Belgieni și al Federației Belgiene a Industriei Alimentare, precum și membru al Comitetului de conducere al Federației Întreprinderilor din Belgia.
De Keersmaeker a fost președinte de onoare al mesei rotunde europene pentru afaceri din Canada  și președinte al Fundației Europalia International. În 2002, a primit premiul Vlerick .
A fost președinte de onoare al companiei de afaceri publice și comunicații din Bruxelles PA Europe și președinte de onoare al Fundației Public Advice International. El a fost succedat de actualul președinte al PA, fostul prim-ministru belgian Mark Eyskens⁠(d). 